# David Carr
David Duke Carr (Bakersfield, 21 luglio 1979) è un ex giocatore di football americano statunitense che ha giocato nel ruolo di quarterback nella National Football League (NFL). Fu la prima scelta assoluta del Draft NFL 2002 da parte dei neonati Houston Texans. Al college ha giocato a football alla Fresno State University.

## Carriera professionistica
Carr fu scelto come primo assoluto nel Draft 2002 da parte degli Houston Texans, alla loro prima stagione nella NFL. Carr non mantenne mai le aspettative alla guida dei Texans pur avendo compiuto alcune imprese degne di nota come il guidare la NFL in percentuale di passaggi completati nel 2006 e aver stabilito il record NFL di fumble recuperati in una stagione con 12. Dopo l'arrivo di Matt Schaub dagli Atlanta Falcons, i Texas svincolarono Carr.
Nelle stagioni successive Carr giocò quasi sempre come riserva nei New York Giants, nei Carolina Panthers, nei San Francisco 49ers e di nuovo nei Giants dal 2011 come riserva di Eli Manning con cui terminò la carriera vincendo il Super Bowl XLVI.

## Palmarès

### Franchigia
- Super Bowl : 1

New York Giants: Super Bowl XLVI
- National Football Conference Championship: 1

New York Giants: 2011

### Individuale
- PFWA All-Rookie Team - 2002
- Numero 8 ritirato dai Fresno State Bulldogs

## Statistiche
| Anno   | Squadra | P  | PT | Passaggi | Passaggi | Passaggi | Passaggi | Passaggi | Passaggi | Passaggi | Passaggi | Corse | Corse | Corse | Corse | Sack | Sack  | Fumble | Fumble |
| Anno   | Squadra | P  | PT | Ten      | Comp     | %        | Yard     | Y/A      | TD       | Int      | Rat      | Ten   | Yard  | Media | TD    | Sack | YdsP  | Fum    | Persi  |
| ------ | ------- | -- | -- | -------- | -------- | -------- | -------- | -------- | -------- | -------- | -------- | ----- | ----- | ----- | ----- | ---- | ----- | ------ | ------ |
| 2002   | HOU     | 16 | 16 | 444      | 233      | 52.5     | 2,424    | 5.8      | 9        | 15       | 62.8     | 59    | 282   | 4.8   | 3     | 76   | 411   | 21     | 7      |
| 2003   | HOU     | 12 | 11 | 295      | 167      | 56.6     | 2,013    | 6.8      | 9        | 13       | 69.5     | 27    | 151   | 5.6   | 2     | 15   | 90    | 4      | 0      |
| 2004   | HOU     | 16 | 16 | 466      | 285      | 61.2     | 3,531    | 7.6      | 16       | 14       | 83.5     | 73    | 299   | 4.1   | 0     | 49   | 301   | 10     | 2      |
| 2005   | HOU     | 16 | 16 | 423      | 256      | 60.5     | 2,488    | 5.9      | 14       | 11       | 77.2     | 56    | 308   | 5.5   | 1     | 68   | 424   | 17     | 6      |
| 2006   | HOU     | 16 | 16 | 442      | 302      | 68.3     | 2,767    | 6.3      | 11       | 12       | 82.1     | 53    | 195   | 3.7   | 2     | 41   | 240   | 16     | 7      |
| 2007   | CAR     | 6  | 4  | 136      | 73       | 53.7     | 635      | 4.7      | 3        | 5        | 58.3     | 17    | 59    | 3.5   | 0     | 13   | 74    | 1      | 0      |
| 2008   | NYG     | 3  | 0  | 12       | 9        | 75.0     | 115      | 9.6      | 2        | 0        | 144.1    | 8     | 10    | 1.3   | 0     | 1    | 2     | 0      | 0      |
| 2009   | NYG     | 4  | 0  | 24       | 15       | 62.5     | 172      | 7.2      | 1        | 0        | 97.9     | 9     | 27    | 3.0   | 1     | 2    | 11    | 1      | 0      |
| 2010   | SF      | 1  | 0  | 13       | 5        | 38.5     | 67       | 5.2      | 0        | 1        | 23.6     | 0     | 0     | 0.0   | 0     | 1    | 5     | 0      | 0      |
| Totale | Totale  | 89 | 79 | 2,264    | 1,351    | 59.7     | 14,433   | 6.4      | 65       | 71       | 74.9     | 302   | 1,331 | 4.4   | 9     | 266  | 1,558 | 70     | 22     |

## Famiglia
Carr è il fratello maggiore di Derek Carr, ex quarterback degli Oakland/Las Vegas Raiders e dei New Orleans Saints.